# Luka Krajnc
Luka Krajnc (Ptuj, 19 de setembro de 1994) é um futebolista esloveno que atua como zagueiro. Atualmente defende o Maribor.

## Carreira
Luka Krajnc começou a carreira no Maribor.